# Gashānī
Gashānī (persiska: كاشانی, گَشانی, Kāshānī, گشانی) är en ort i Iran.   Den ligger i provinsen Hamadan, i den nordvästra delen av landet, 300 km väster om huvudstaden Teheran. Gashānī ligger 2 192 meter över havet och antalet invånare är 809.
Terrängen runt Gashānī är kuperad åt sydväst, men åt nordost är den bergig.Runt Gashānī är det ganska tätbefolkat, med 86 invånare per kvadratkilometer. Närmaste större samhälle är Pasragad Branch, 14,9 km nordost om Gashānī. Trakten runt Gashānī består i huvudsak av gräsmarker.